# Mogens von Gadow
Mogens von Gadow (Stettino, 12 maggio 1930) è un attore, doppiatore, regista teatrale e drammaturgo tedesco.

## Biografia
Mogens von Gadow ha inizialmente completato un apprendistato come tecnico radiofonico a Wuppertal. 
Inoltre, qui ha preso lezioni private di recitazione e ha anche debuttato sul palcoscenico presso i Teatri di Wuppertal. Sono seguiti ingaggi teatrali al Nationaltheater di Mannheim, ai Teatri Municipali di Francoforte, al Teatro di Basilea, al Teatro Comunale di Bremerhaven e in diversi teatri di Monaco, tra cui la Kleine Komödie am Max II. Inoltre, è attivo anche come regista teatrale e drammaturgo. Dalla stagione 2009/2010 fa parte anche dell’ensemble dell’Ohnsorg.

## Filmografia

### Cinema
- Heintje – Ein Herz geht auf Reisen - regia di Werner Jacobs (1969)
- Der Bettenstudent oder: Was mach’ ich mit den Mädchen? - regia di Michael Verhoeven (1970)
- Something for Everyone - regia di Harold Prince (1970)
- Un ospite gradito... per mia moglie (König, Dame, Bube) - regia di Jerzy Skolimowski (1972)
- Che? (What?) - regia di Roman Polański (1972)
- Crazy – total verrückt - regia di Franz Josef Gottlieb (1973)
- Fabian - regia di Wolf Gremm (1980)

### Televisione
- Die Reise nach Tilsit - regia di Günter Gräwert - film TV (1969)
- Der Kommissar - serie TV (1970)
- Kara Ben Nemsi Effendi - serie TV (1973)
- Bitte keine Polizei - serie TV (1975)
- Notarztwagen 7 - serie TV (1976)
- Das höfliche Alptraumkrokodil - regia di Frank Strecker - film TV (1977)
- Un caso per due (Ein Fall für zwei) - serie TV (1983)
- Die Krimistunde - serie TV (1983)
- Tatort - serie TV (1987-1988)
- Auf Achse - serie TV (1992)
- Praxis Bülowbogen - serie TV (1996)
- Aktenzeichen XY... ungelöst - serie TV (2013)

## Doppiaggio

### Film
- Paul Dooley in Popeye - Braccio di Ferro
- Joe Pesci in Arma letale 2, Quei bravi ragazzi, Mamma, ho perso l'aereo, JFK - Un caso ancora aperto, Mamma, ho riperso l'aereo: mi sono smarrito a New York, Arma letale 3, Occhio indiscreto, 110 e lode, Jimmy Hollywood, Casinò, Arma letale 4, The Good Shepherd - L'ombra del potere, Love Ranch
- Warwick Davis in Harry Potter e la pietra filosofale, Harry Potter e la camera dei segreti, Harry Potter e l'Ordine della Fenice, Harry Potter e i Doni della Morte - Parte 1
- Ian Holm in Il Signore degli Anelli - La Compagnia dell'Anello, Il Signore degli Anelli - Le due torri, Il Signore degli Anelli - Il ritorno del re, Lo Hobbit - Un viaggio inaspettato, Lo Hobbit - La desolazione di Smaug, Lo Hobbit - La battaglia delle cinque armate
- Jean-François Balmer in Il tempo ritrovato
- Albert Delpy in Tutta colpa del vulcano

### Animazione
- Willi in L'Apemaia
- Fil in Hercules
- Vassilis in Invader Zim e il Florpus